# Gordon Terry
Gordon Terry (* 7. Oktober 1931 in Decatur, Alabama; † 9. April 2006 in Spring Hill, Tennessee) war ein US-amerikanischer Country-Musiker. Terrys musikalisches Spektrum war weit gefächert; er spielte Bluegrass und  Western Swing, Rockabilly sowie traditionellen Honky Tonk.

## Leben
Geboren in Alabama, wuchs Gordon Terry in einer Großfamilie auf. Er lernte als Kind Fiddle spielen und gewann mehrere Talentwettbewerbe. Erste nationale Bekanntheit erhielt er, als sich Terry 1950, im Alter von nur 19 Jahren, als Fiddler der Grand Ole Opry anschloss. Als Musiker war er auch Mitglied verschiedener Bands, unter anderem Bill Monroes Bluegrass Boys sowie Jimmy Martins Sunny Mountain Boys. Terry blieb, mit einer Unterbrechung durch seinen Militärdienst in Korea bedingt, insgesamt acht Jahre bei der Opry. Währenddessen hatte er bei verschiedenen Plattenlabels einige Platten aufgenommen. Seine bekannteste Single wurde Wild Honey aus dem Jahre 1957. 1958 zog Terry nach Los Angeles. Im selben Jahr wechselte er zu RCA Victor, bei denen er bis 1962 blieb. Seine erste Platte erschien dort mit dem Rockabilly-Song It Ain’t Right. Terry war zur selben Zeit regelmäßiger Gast verschiedener bekannter Fernsehsendungen wie Tex Ritters Ranch Party und der Town Hall Party aus Compton, Kalifornien, bei der er auch als Hintergrundmusiker fungierte. Ende der 1950er-Jahre spielte er auch in einer Band, die sich The Tennesseeans nannte und neben Terry aus Billy Mize (Steel Guitar, Gesang), Roy Lanham (Gitarre), Cliff Crofford (Bass), Jimmy Wilson (Klavier) und Mike Fury (Schlagzeug). Die Tennesseans traten bis Anfang der 1960er-Jahre im Foothill Club in Long Beach auf und begleiteten Terry auch bei seinen Auftritten in der Town Hall Party.
Auch als Schauspieler trat Terry in Erscheinung. Sein Film-Debüt hatte er 1956 in dem Western Hidden Guns gemacht. Zudem war er in der Fernsehserie Sky Kings zu sehen. In den späten 1960er-Jahren zog Terry nach Tennessee, wo er hauptsächlich als Hintergrundmusiker für Stars wie Wanda Jackson, Johnny Cash, Neil Young oder Merle Haggard arbeitete. 1977 veröffentlichte er das Album Disco Country, 1981 folgte ein zweites. Im selben Jahr wurde Terry zusammen mit Bob Wills in die Fiddlers Hall of Fame aufgenommen.
Gordon Terry starb 2006 im Alter von 74 Jahren. Er war 57 Jahre mit seiner Frau Virginia Russell verheiratet, mit der er zwei Töchter – Winter und Rhonda – hatte.

## Diskografie

### Singles
| Jahr                    | Titel                                             | Label #            |
| ----------------------- | ------------------------------------------------- | ------------------ |
|                         | Hook Line and Sinker / You’ll Regret              | Columbia 21484     |
| 1956                    | Keep Right on Talking / Maybe                     | Columbia 21544     |
| 1957                    | Johnson’s Old Gray Mule / Service With A Smile    | Cadence 1317       |
| 1957                    | Orange Blossom Special / Black Mountain Rag       | Cadence 1317       |
| 1957                    | Run Little Joey / Wild Honey                      | Cadence 1334       |
| 1957                    | If You Don’t Know It / I Lost Her To Somebody New | Cadence 1343       |
| 1958                    | It Ain’t Right / The Saddest Day                  | RCA Victor 47-7428 |
| 1959                    | A Lotta Lotta Women / Lonely Road                 | RCA Victor 47-7632 |
| 1960                    | Trouble on the Turnpike / Almost Alone            | RCA Victor 47-7741 |
| 1962                    | Wild Desire / Long Black Limousine                | RCA Victor 47-7989 |
| 1970                    | The Ballad of J.C. / Untanglin’ My Mind           | Capitol 2792       |
| Unveröffentlichte Titel |                                                   |                    |
|                         | - Blue Blue Day - White Lighting - Wild Honey     | Live-Aufnahme      |
|                         | - Honky Tonk Man - Revenooer Man                  | Status unbekannt   |

### Alben
- 1977: Disco Country
- 1981: Rockin' Fiddle
- 1995: Lotta Lotta Women (Bear Family)